# Helpringham
Helpringham – wieś w Anglii, w hrabstwie Lincolnshire, w dystrykcie North Kesteven. Leży 35 km na południowy wschód od Lincoln i 162 km na północ od Londynu.